# Skołoszów
Skołoszów ist ein Dorf und Schulzenamt (sołectwo) der Landgemeinde Radymno im Powiat Jarosławski der Woiwodschaft Karpatenvorland in Polen. Das Dorf hat etwa 1500 Einwohner.
Von 1973 bis 1974 war der Ort Sitz der Landgemeinde Gmina Skołoszów, bis dieser in die Stadt Radymno verlegt wurde, die jedoch der Gmina nicht angehört. Die Landgemeinde erhielt den Namen Radymno und hat 11.394 Einwohner (Stand 31. Dezember 2020).

## Geographie
Das Dorf liegt auf einem Lößplateau im Tal des unteren San. Durch den Ort fließt der Bach Rada. Die Stadt Radymno liegt im Norden, nur zwei Kilometer entfernt, bis zur ukrainischen Grenze sind es zwanzig Kilometer.

## Verwaltungsgeschichte
Bis zum Zweiten Weltkrieg gehörte Skołoszów zur Woiwodschaft Lwów der Zweiten Polnischen Republik. Von 1945 bis 1975 gehörten Ort und Region zur Woiwodschaft Rzeszów und bis 1998 zur Woiwodschaft Przemyśl.

## Kultur und Sport
Das Dorf hat eine große, 1994 geweihte Pfarrkirche und eine Schule mit weiterführendem Zweig. Der Fußballverein spielt in der fünften Liga.

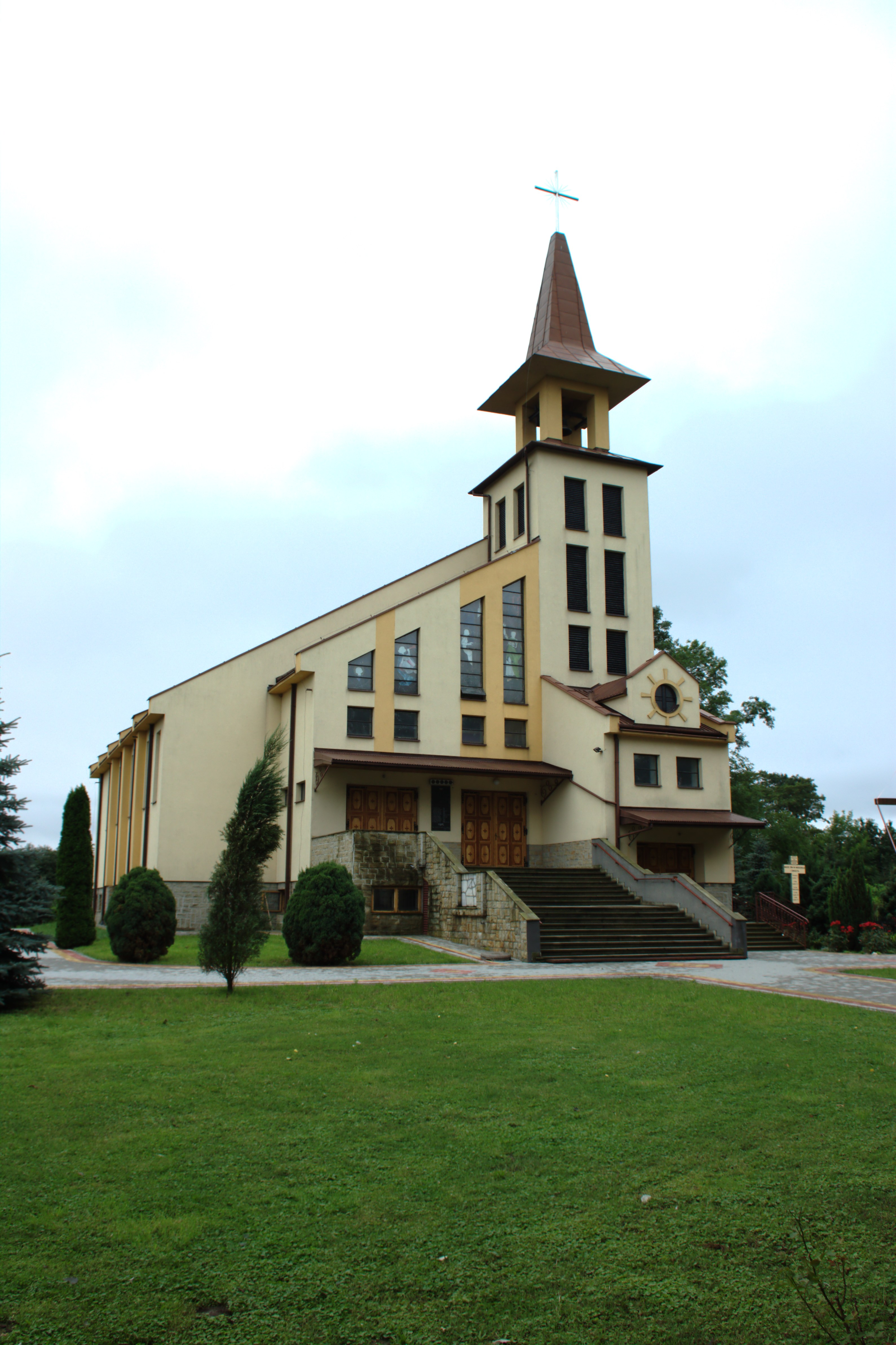
Kirche in Skołoszów
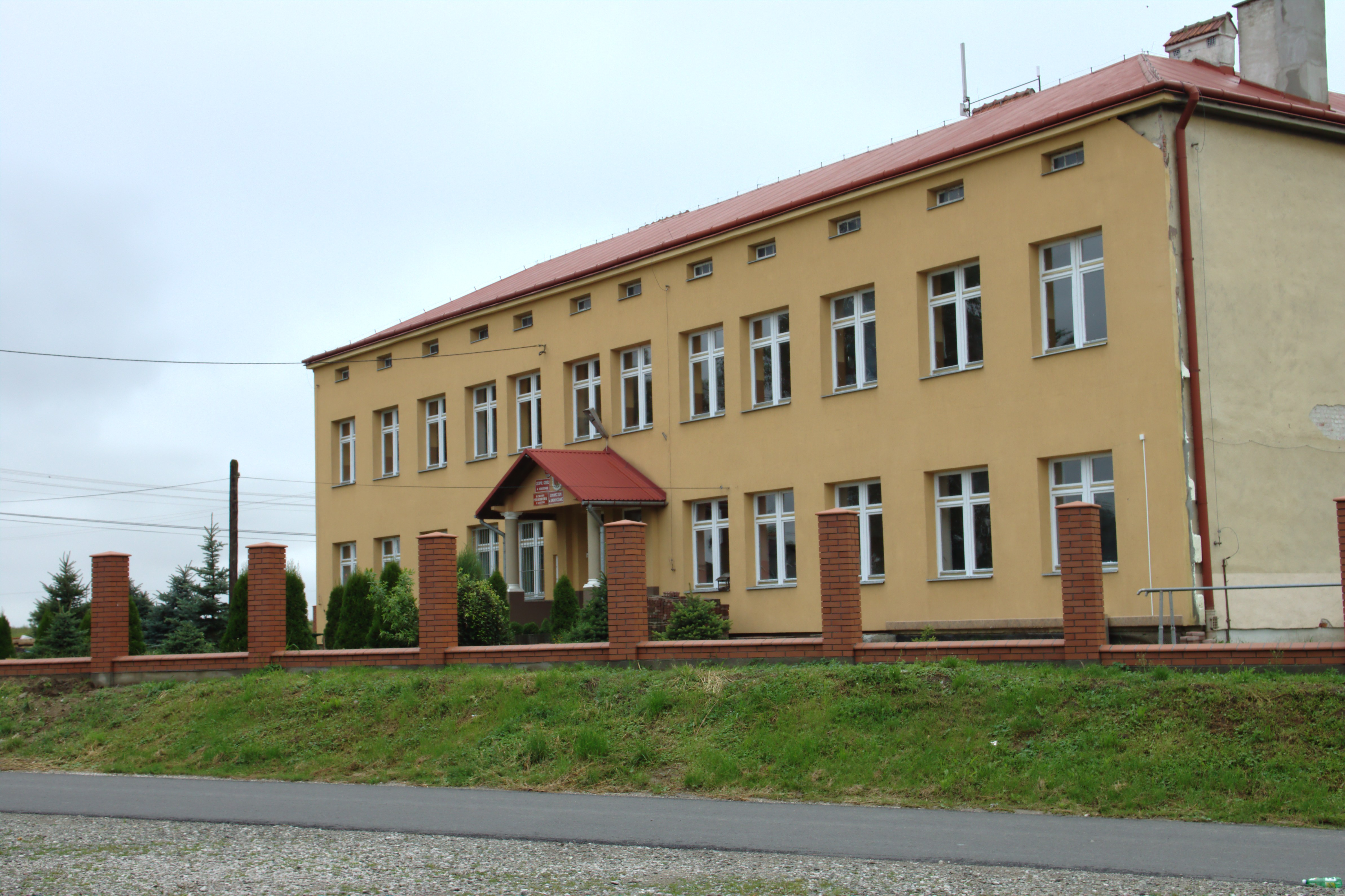
Schulgebäude
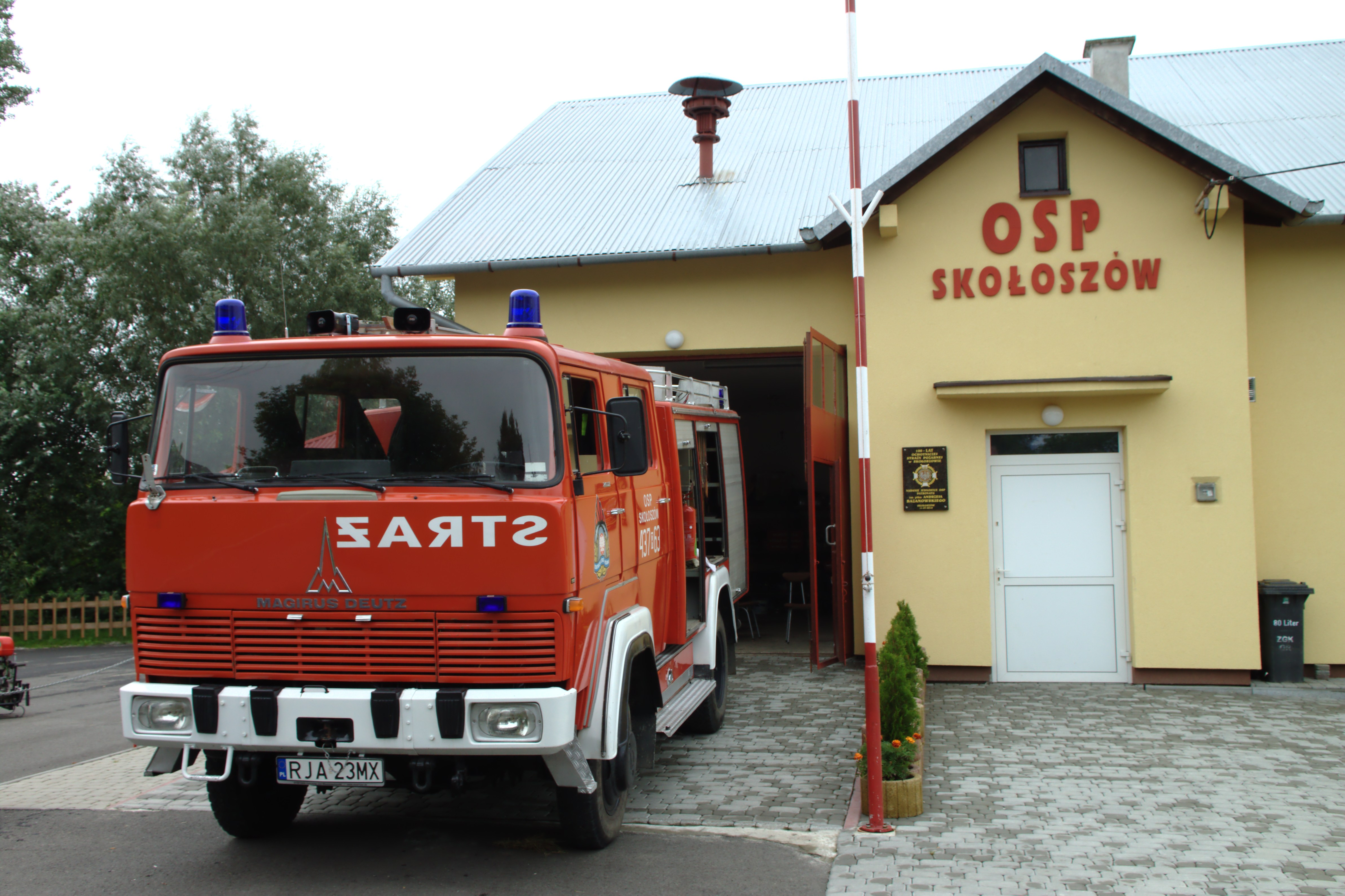
Feuerwehrfahrzeug des Dorfs